# Troisdorf
Troisdorf település Németországban, azon belül Észak-Rajna-Vesztfália tartományban. Lakosainak száma 76 503 fő (2023. december 31.). Troisdorf Niederkassel és Lohmar községekkel határos.

## Népesség
A település népességének változása:
| Lakosok száma | 56 402 | 74 616 | 74 870 | 74 903 | 75 222 | 76 251 | 76 503 |
|               | 1975   | 2016   | 2017   | 2019   | 2021   | 2022   | 2023   |